# Topomyia angkoris
Topomyia angkoris är en tvåvingeart som beskrevs av Klein 1977. Topomyia angkoris ingår i släktet Topomyia och familjen stickmyggor.
Artens utbredningsområde är Kambodja. Inga underarter finns listade i Catalogue of Life.